# 宋安郡
宋安郡，中国南北朝时设置的多个同名郡。
- 南朝宋泰始六年（470年）置宋安郡，属湘州。治所在今广东连州市西北。泰豫元年（472年）废。
- 南朝宋置宋安郡，属荆州。治所在乐宁县（今湖北广水市东北）。大明八年（464年）改置宋安县。宋明帝泰始初年升为宋安郡。后废。南齐复置宋安郡，北魏属南司州。隋文帝开皇三年（583年）废宋安郡，乐宁县直属应州。
- 南朝齐设立宋安郡，属于梁州。荒或无民户。
- 南朝梁置宋安郡，属光州。治宋安县（今河南光山县西南）。隋文帝开皇三年（583年）废宋安郡，宋安、光城二县直属光州。
- 北周置宋安郡，治平阳县（今河南信阳市）。隋文帝开皇三年（583年）废宋安郡，平阳县改名义阳县直属申州。